# Sage ERP X3
Sage ERP X3 — ERP-система для автоматизации деятельности предприятий малого и среднего бизнеса разработки корпорации компанией Sage Group.
Основные модули — финансы, закупки, сбыт, управление запасами, управление отношениями с клиентами (CRM), производство, оперативное хранилище информации. В качестве СУБД используется Oracle Database 10g либо MS SQL Server 2005, максимальное количество одновременно работающих пользователей — до 2000. По состоянию на 2011 год заявлялось о 2700 внедрений в США, Франция, Германия, Польше и других странах.